# Kliczków
Kliczków (en allemand : Klitschdorf) est une localité polonaise de la gmina d'Osiecznica, située dans le powiat de Bolesławiec en voïvodie de Basse-Silésie.

## Géographie
Le village se situe dans la région historique de Basse-Silésie, juste à la forntière occidentale avec la Haute-Lusace sur la rivière Kwisa, à 14 kilomètres au nord-ouest de Bolesławiec. Les environs se caractérisent par des forêts étendues.

## Histoire
La forteresse frontière de Kliczków fut construite à partir de 1297 à l'initiative du duc silésien Bolko Ier de Świdnica. En 1391, elle passe à la noble famille von Rechenberg, également seigneurs de Wehrau (Osiecznica) sur la rive lusatienne de la Kwisa.

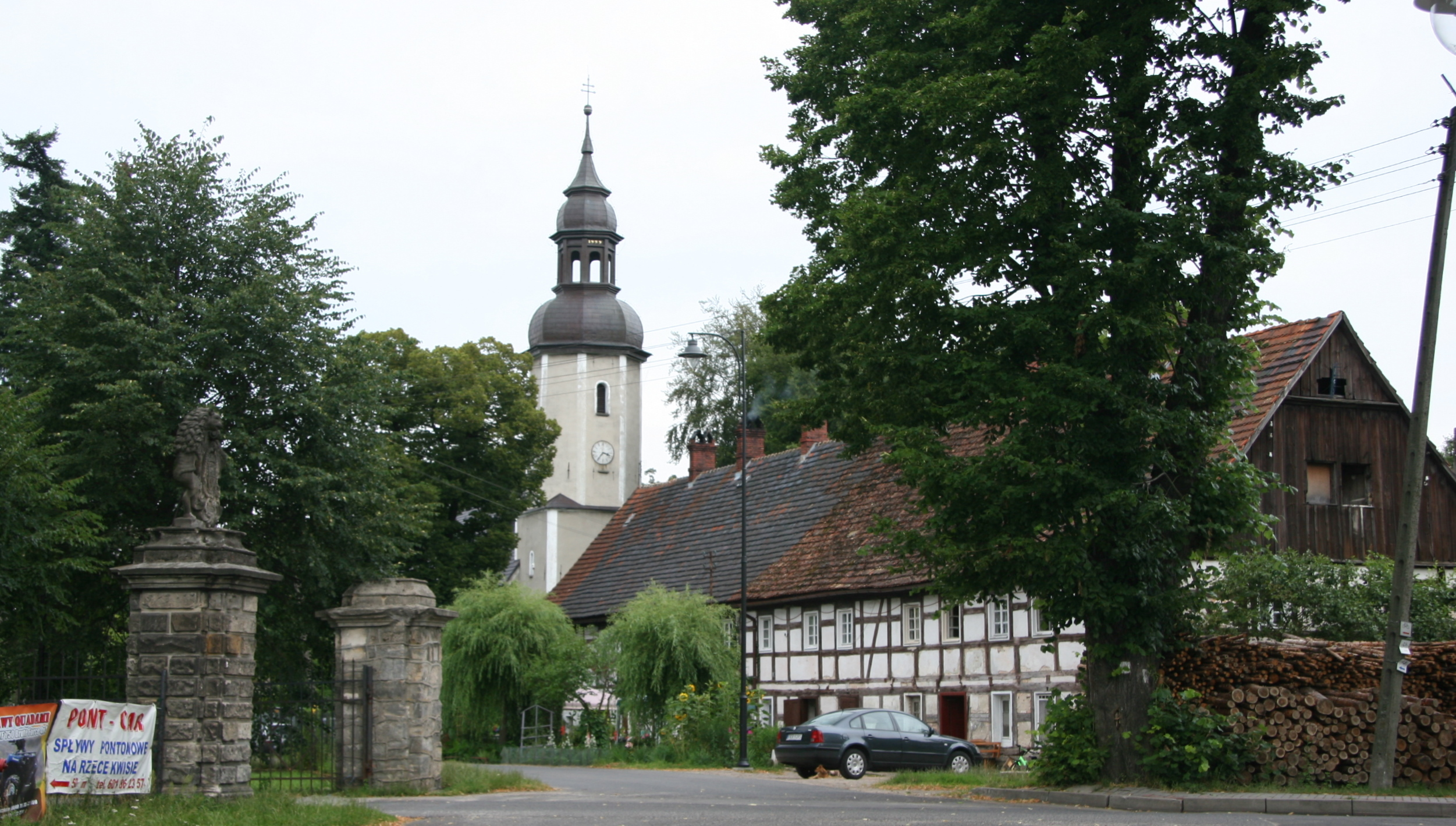
Église des rois mages.

L'empereur Matthias de Habsbourg, roi de Bohême a visité Klitschorf en 1611. Après la première guerre de Silésie, en 1742, la région de Basse-Silésie est annexée par le royaume de Prusse. En 1767, le comte Christian de Solms-Baruth acquiert le domaine ; ses descendants firent reconstruire le château. Le paysagiste Eduard Petzold réalisa dès 1881 un projets pour un tout nouvel aménagement du parc. En 1906, l'empereur allemand Guillaume II est venu ici pour la chasse ; une vingtaine d'années plus tard également son fils Guillaume de Prusse.
De 1815 à 1945, Klitschdorf fait partie de l'arrondissement de Bunzlau dans le district de Liegnitz au sein de la province de Silésie.